# Ranatra
Ranatra is een monotypisch geslacht van wantsen uit de familie van de waterschorpioenen (Nepidae).

## Soort
- Ranatra linearis Linnaeus, 1758 (Staafwants)